# Cottus metae
Cottus metae is een endemische zoetwaterdonderpad die alleen voorkomt Slovenië in de bovenlopen van de rivier de Sava, een zijrivier van de Donau.
Deze vissoort behoort tot de vijftien in Europa voorkomende soorten uit het geslacht Cottus. Dit zijn zoetwatervissen uit een familie van zowel zoet- als zoutwatervissen, de donderpadden.